# Positief-definiet
Een bilineaire of sesquilineaire vorm heet positief-definiet als hij identieke geordende paren die niet nul zijn, afbeeldt op strikt positieve getallen.

## Formele definitie
Zij {\displaystyle \langle \cdot ,\cdot \rangle } een bilineaire vorm op een reële vectorruimte {\displaystyle V}:
{\displaystyle \langle \cdot ,\cdot \rangle :V\times V\to \mathbb {R} :(x,y)\mapsto \langle x,y\rangle }
Deze vorm is positief definiet (en daarmee een inwendig product) als aan de volgende twee voorwaarden voldaan is:
1. {\displaystyle \forall \,x\in V:\langle x,x\rangle \geq 0};
2. de functie is niet-ontaard, dat wil zeggen {\displaystyle \forall \,x\in V:\langle x,x\rangle =0\Leftrightarrow x=0}

Deze definitie blijft ongewijzigd gelden voor een sesquilineaire vorm op een complexe vectorruimte.

## Voorbeelden
- Een voorbeeld van een positief definiete bilineaire vorm is het klassiek inproduct op {\displaystyle \mathbb {R} ^{n}}:

{\displaystyle \langle \cdot ,\cdot \rangle :\mathbb {R} ^{n}\times \mathbb {R} ^{n}\to \mathbb {R} :(\mathbf {x} ,\mathbf {y} )\mapsto \langle \mathbf {x} ,\mathbf {y} \rangle =\sum _{i=1}^{n}x_{i}y_{i}}
- Het product van een complex getal met de toegevoegde van een ander complex getal vormt een positief definiete sesquilineaire vorm op {\displaystyle \mathbb {C} } zelf, want {\displaystyle x.{\overline {x}}=|x|^{2}}
- De volgende bilineaire vorm is niet positief en dus zeker niet positief definiet:

{\displaystyle \langle \cdot ,\cdot \rangle :\mathbb {R} ^{n}\times \mathbb {R} ^{n}\to \mathbb {R} :(\mathbf {x} ,\mathbf {y} )\mapsto \langle \mathbf {x} ,\mathbf {y} \rangle =\sum _{i=1}^{n}(-1)^{i}x_{i}y_{i}}

## Veralgemening
De definitie kan worden gehandhaafd voor willekeurige bilineaire vormen op modulen over geordende ringen.